# Équinoxe
Équinoxe a fost al doilea album lansat la o casă de discuri majoră de către muzicianul Jean Michel Jarre . A fost lansat în 1978 prin Disques Dreyfus .

## Tracklist
1. "Équinoxe Part 1" (2:25)
2. "Équinoxe Part 2" (5:00)
3. "Équinoxe Part 3" (5:09)
4. "Équinoxe Part 4" (6:54)
5. "Équinoxe Part 5" (3:47)
6. "Équinoxe Part 6" (3:28)
7. "Équinoxe Part 7" (7:06)
8. "Équinoxe Part 8" (4:57)

## Single-uri
- "Équinoxe Part 5" (1978)
- "Équinoxe Part 4" (1979)